# Orange jordbi
Orange jordbi Andrena marginata, er en art af jordbi i Andrena slægten. Den lever af forskellige nektar-bærende planter af familien kartebollefamilien, som fblåhat og djævelsbid (hvorfra den almindelige betegnelse stammer), men er også blevet observeret fouragerende på knopurt og agertidsel. Den lever primært i sandende og tørre blomsterrige overdrevsområder. Hunnen bygger en rede i jorden og fylder cellerne med en blanding af nektar og pollen. Et æg placeres i hver celle, og larven klækkes, vokser og dukker op i reden. De voksne dukker op om foråret efter dvale. Orange jordbi regnes for en truet art på den danske rødliste 2019.